# جيغاي
جيغاي Jjigae هي اليخنة الكورية. وهناك العديد من الأصناف منها. ويتم صنعها عادةً من اللحوم أو المأكولات البحرية أو الخضار في مرق متبل بمعجون الفلفل الأحمر أو معجون فول الصويا أو (صلصة الصويا) أوالجمبري المملح والمخمر. وغالبًا ما يتم تقديم الجيغاي كطبق مشترك. 